# Sinkiangichthys
Sinkiangichthys è un genere estinto di pesci ossei appartenente agli attinotterigi. I suoi resti fossili sono stati ritrovati in terreni del Triassico inferiore della Cina. L’unica specie descritta è Sinkiangichthys longipectoralis.

## Descrizione
Il genere è rappresentato da un singolo esemplare fossile di circa 98 mm di lunghezza, ritrovato nella località di Chang-P’eng-Kon, nei pressi di Chitai, nella regione dello Xinjiang (all’epoca traslitterato come "Sinkiang"), nella Cina nord-occidentale.
Lo stato di conservazione del fossile è piuttosto frammentario, e pertanto la classificazione tassonomica resta incerta. Secondo la descrizione originale, le caratteristiche morfologiche rilevabili includono la posizione anteriore dell’occhio; la mascella bassa anteriormente e più alta posteriormente, nella regione postorbitale; la coda eterocerca; l’assenza di raggi branchiostegali (possibilmente dovuta a una conservazione incompleta).

## Classificazione
Sinkiangichthys longipectoralis è stato descritto per la prima volta da Liu nel 1958, sulla base di un singolo esemplare quasi completo ritrovato nella località di Chang-P’eng-Kon, nei pressi di Chitai, nella regione dello Xinjiang (all’epoca traslitterato come "Sinkiang"), nella Cina nordoccidentale.
Sinkiangichthys è considerato un taxon di incerta classificazione sistematica all’interno degli Actinopterygii, con una possibile appartenenza ai Redfieldiiformes (come indicato da Liu): alcune caratteristiche erano inizialmente considerate compatibili con l’ordine Redfieldiiformes; tuttavia, ad eccezione dell’assenza dei raggi branchiostegali, tutte le caratteristiche possono essere riscontrate anche in altri attinotterigi arcaici, rendendo l'attribuzione al gruppo incerta.